# Mitchell Docker
Mitchell Docker, né le 2 octobre 1986 à Melbourne, est un coureur cycliste australien, professionnel de 2009 à 2021.

## Biographie

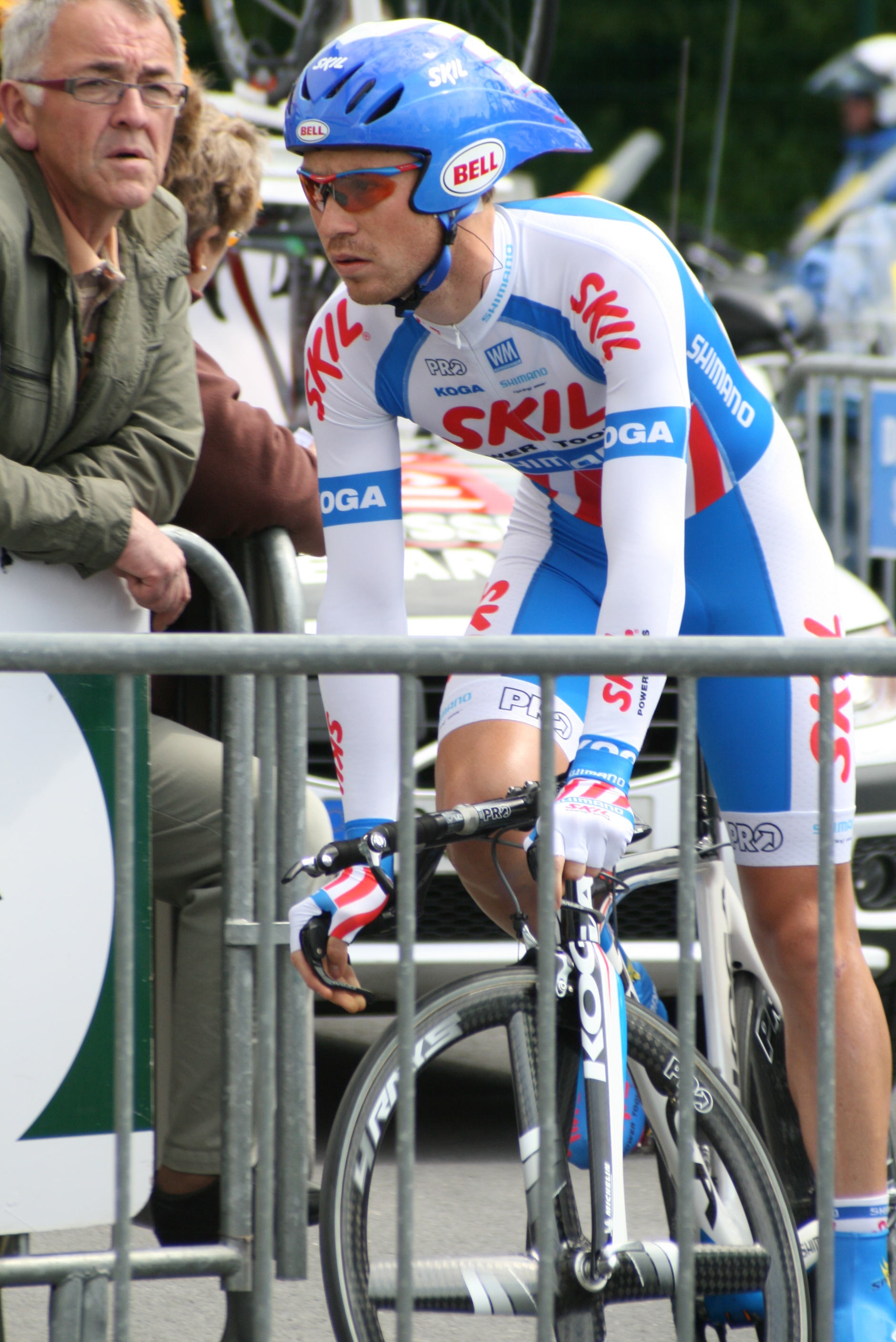
Mitchell Docker lors des Quatre Jours de Dunkerque 2009.

En 2004, Mitchell Docker est champion d'Australie junior de l'américaine, avec Michael Ford. En 2006, il rejoint l'équipe Drapac. Il gagne cette année-là une étape du Tour du Gippsland. En 2007, il est deuxième du championnat national de l'américaine, en faisant équipe avec Cameron Meyer, et gagne une étape du Tour de Hokkaido. En 2008, il gagne une étape du Tour de Java oriental. Avec l'équipe d'Australie des moins de 23 ans, il participe au Tour de l'Avenir, où il est deuxième d'une étape, et au championnat du monde espoirs.
Mitchell Docker devient coureur professionnel en 2009 au sein de l'équipe néerlandaise Skil-Shimano. Durant cette saison, il est notamment deuxième de Halle-Ingooigem, cinquième du Tour de Nuremberg. En juin 2010, il est vainqueur d'étape du Delta Tour Zeeland et de la Route du Sud. Le mois suivant, le contrat qui le lie à Skil-Shimano est prolongé d'un an. En 2011, il prend la sixième place de Gand-Wevelgem et la quinzième place de Paris-Roubaix.
En 2012, il rejoint la nouvelle équipe australienne Orica-GreenEDGE. Blessé lors d'une chute à l'entraînement en janvier, il fait ses débuts avec cette équipe en mai, au Tour de Norvège. Il dispute le Tour d'Espagne, son premier grand tour. Docker s'emploie principalement à emmener les sprinters de l'équipe, Matthew Goss et Michael Matthews. Fin 2013, il prolonge son contrat avec Orica-GreenEDGE pour deux saisons supplémentaires. En 2014, il participe au Tour d'Italie. Avec ses coéquipiers, il gagne la première étape, un contre-la-montre par équipes. Il travaille ensuite pour ses coéquipiers portant le maillot rose, Svein Tuft puis Michael Matthews. En août, il travaille à nouveau pour ce dernier au Tour d'Espagne.
Le 10 avril 2016, lors de Paris-Roubaix, il est victime d'une terrible chute dans la trouée d'Arenberg, souffrant d'un traumatisme cranio-facial sévère, d'une fracture du nez et de multiples lésions.
Docker annonce en mai 2021 arrêter sa carrière à l'issue de Paris-Roubaix 2021.

## Palmarès sur route et classements mondiaux

### Palmarès
- 2006
  - 3e étape du Tour du Gippsland
- 2007
  - 3e étape du Tour de Hokkaido
- 2008
  - 5e étape du Tour de Java oriental
  - 2e du De Drie Zustersteden
- 2009
  - 2e de Halle-Ingooigem
- 2010
  - 1re étape du Delta Tour Zeeland
  - 4e étape de la Route du Sud
- 2011
  - 6e de Gand-Wevelgem
- 2013
  - 3e étape de la Jayco Bay Classic
  - 3e de la Jayco Bay Classic
- 2014
  - 1re étape du Tour d'Italie (contre-la-montre par équipes)
- 2017
  - 9e d'À travers les Flandres

### Résultats sur les grands tours

#### Tour d'Italie
2 participations
- 2014 : abandon (15e étape), vainqueur de la 1re étape (contre-la-montre par équipes)
- 2018 : 131e

#### Tour d'Espagne
7 participations
- 2012 : 166e
- 2013 : 135e
- 2014 : 147e
- 2015 : abandon (13e étape)
- 2018 : 151e
- 2019 : 122e
- 2020 : 132e

### Classements mondiaux
| Année                                 | 2006 | 2007 | 2008 | 2009 | 2010 | 2011  | 2012 | 2013 | 2014 | 2015 | 2016 | 2017  | 2018 | 2019  | 2020  |
| ------------------------------------- | ---- | ---- | ---- | ---- | ---- | ----- | ---- | ---- | ---- | ---- | ---- | ----- | ---- | ----- | ----- |
| UCI World Tour                        |      |      |      |      |      |       | nc   | 203e | nc   | nc   | nc   | 212e  | nc   |       |       |
| Classement mondial                    |      |      |      |      |      |       |      |      |      |      | 779e | 511e  | nc   | 2011e | 1704e |
| UCI Europe Tour                       | nc   | nc   | 418e | 209e | 166e | 1087e |      |      |      |      | 618e | 1335e | nc   |       |       |
| UCI Asia Tour                         | nc   | 104e | 45e  | nc   | nc   | nc    |      |      |      |      | 393e | 134e  | nc   |       |       |
| UCI Oceania Tour                      | 55e  | 24e  | nc   | 61e  | nc   | nc    |      |      |      |      | nc   | 63e   | nc   | 97e   | 85e   |
|                                       |      |      |      |      |      |       |      |      |      |      |      |       |      |       |       |
| Légende : nc = non classéSource : UCI |      |      |      |      |      |       |      |      |      |      |      |       |      |       |       |

## Palmarès sur piste

### Coupe du monde
- 2006-2007
  - 2e du scratch à Moscou

### Championnats d'Australie
- 2004
  -  Champion d'Australie de l'américaine juniors (avec Michael Ford)